# Красный лангур
Красный лангур (лат. Presbytis rubicunda) — вид млекопитающих из семейства мартышковых.
Встречается в Юго-Восточной Азии на острове Калимантан до высоты 2000 метров. Населяет тропические дождевые вечнозелёные леса, предпочитая заболоченные участки леса и берега рек. Практически всё время проводят в кронах деревьев. В рационе фрукты, листья, в основном молодые, и семена. 